# Tour de France 1971
58. Tour de France rozpoczął się 26 czerwca w Miluzie, a zakończył się 18 lipca 1971 roku w Paryżu. Wyścig składał się z prologu i 20 etapów. Cała trasa liczyła 3689 km.
Klasyfikację generalną, punktową i kombinowaną wygrał Belg Eddy Merckx, górską jego rodak Lucien Van Impe, sprinterską kolejny reprezentant Belgii – Pieter Nassen, a klasyfikację drużynową francuska ekipa Bic. Najaktywniejszym kolarzem został Hiszpan Luis Ocaña.
Dwaj Francuscy kolarze: Jean-Claude Daunat i Yves Ravaleu zostali zdyskwalifikowani za doping.

## Drużyny
W tej edycji TdF wzięło udział 13 drużyn:
- Molteni
- Mars-Flandria
- Ferretti
- Sonolor-Lejeune
- Fagor-Mercier
- Salvarani
- KAS
- Peugeot
- Hoover-De Gribaldy
- Bic
- Scic
- Goudsmit
- Werner

## Etapy
| P   | 26 czerwca | Miluza                           | TTT 11,0 km   | Molteni                  |               |               |               |
| 1A  | 27 czerwca | Miluza – Bazylea                 | 59,5 km       | Eric Leman               |               |               |               |
| 1B  | 27 czerwca | Bazylea – Fryburg Bryzgowijski   | 90,0 km       | Gerben Karstens          |               |               |               |
| 1C  | 27 czerwca | Fryburg Bryzgowijski – Miluza    | 74,5 km       | Albert Van Vlierberghe   |               |               |               |
| 2   | 28 czerwca | Miluza – Strasburg               | 144,0 km      | Eddy Merckx              |               |               |               |
| 3   | 29 czerwca | Strasburg – Nancy                | 165,5 km      | Marinus Wagtmans         |               |               |               |
| 4   | 30 czerwca | Nancy – Marche-en-Famenne        | 242,0 km      | Jean-Pierre Genet        |               |               |               |
| 5   | 1 lipca    | Dinant – Roubaix                 | 208,5 km      | Pietro Guerra            |               |               |               |
| 6A  | 2 lipca    | Roubaix – Amiens                 | 127,5 km      | Eric Leman               |               |               |               |
| 6B  | 2 lipca    | Amiens – Le Touquet              | 133,5 km      | Mauro Simonetti          |               |               |               |
|     | 3 lipca    | Dzień przerwy                    | Dzień przerwy | Dzień przerwy            | Dzień przerwy | Dzień przerwy | Dzień przerwy |
| 7   | 4 lipca    | Rungis – Nevers                  | 257,5 km      | Eric Leman               |               |               |               |
| 8   | 5 lipca    | Nevers – Puy de Dôme             | 221,0 km      | Luis Ocaña               |               |               |               |
| 9   | 6 lipca    | Clermont-Ferrand – Saint-Étienne | 153,0 km      | Walter Godefroot         |               |               |               |
| 10  | 7 lipca    | Saint-Étienne – Grenoble         | 188,5 km      | Bernard Thévenet         |               |               |               |
| 11  | 8 lipca    | Grenoble – Orcières              | 134,0 km      | Luis Ocaña               |               |               |               |
|     | 9 lipca    | Dzień przerwy                    | Dzień przerwy | Dzień przerwy            | Dzień przerwy | Dzień przerwy | Dzień przerwy |
| 12  | 10 lipca   | Orcières – Marsylia              | 251,0 km      | Luciano Armani           |               |               |               |
| 13  | 11 lipca   | Albi                             | ITT 16,3 km   | Eddy Merckx              |               |               |               |
| 14  | 12 lipca   | Revel – Luchon                   | 214,5 km      | José Manuel Fuente       |               |               |               |
| 15  | 13 lipca   | Luchon – Superbagnères           | 19,6 km       | José Manuel Fuente       |               |               |               |
| 16A | 14 lipca   | Luchon – Gourette                | 145,0 km      | Bernard Labourdette      |               |               |               |
| 16B | 14 lipca   | Gourette – Pau                   | 57,5 km       | Herman Van Springel      |               |               |               |
| 17  | 15 lipca   | Mont-de-Marsan – Bordeaux        | 188,0 km      | Eddy Merckx              |               |               |               |
| 18  | 16 lipca   | Bordeaux – Poitiers              | 244,0 km      | Jean-Pierre Danguillaume |               |               |               |
| 19  | 17 lipca   | Blois – Wersal                   | 185,0 km      | Jan Krekels              |               |               |               |
| 20  | 18 lipca   | Wersal – Paryż                   | ITT 53,8 km   | Eddy Merckx              |               |               |               |

## Liderzy klasyfikacji po etapach
| Etap                 | Zwycięzca                | Klasyfikacja generalna | Klasyfikacja punktowa | Klasyfikacja górska | Klasyfikacja drużynowa |
| -------------------- | ------------------------ | ---------------------- | --------------------- | ------------------- | ---------------------- |
| P                    | Molteni                  | Eddy Merckx            | brak                  | brak                | Molteni                |
| 1a                   | Eric Leman               | Eddy Merckx            | Eric Leman            | brak                | Molteni                |
| 1b                   | Gerben Karstens          | Marinus Wagtmans       | Walter Godefroot      | Joop Zoetemelk      | Molteni                |
| 1c                   | Albert Van Vlierberghe   | Eddy Merckx            | Gerben Karstens       | Joop Zoetemelk      | Molteni                |
| 2                    | Eddy Merckx              | Eddy Merckx            | Roger De Vlaeminck    | Joop Zoetemelk      | Flandria               |
| 3                    | Marinus Wagtmans         | Eddy Merckx            | Roger De Vlaeminck    | Joop Zoetemelk      | Flandria               |
| 4                    | Jean-Pierre Genet        | Eddy Merckx            | Roger De Vlaeminck    | Joop Zoetemelk      | Flandria               |
| 5                    | Pietro Guerra            | Eddy Merckx            | Roger De Vlaeminck    | Joop Zoetemelk      | Flandria               |
| 6a                   | Eric Leman               | Eddy Merckx            | Roger De Vlaeminck    | Joop Zoetemelk      | Flandria               |
| 6b                   | Mauro Simonetti          | Eddy Merckx            | Roger De Vlaeminck    | Joop Zoetemelk      | Flandria               |
| 7                    | Eric Leman               | Eddy Merckx            | Gerben Karstens       | Joop Zoetemelk      | Flandria               |
| 8                    | Luis Ocaña               | Eddy Merckx            | Gerben Karstens       | Joop Zoetemelk      | Flandria               |
| 9                    | Walter Godefroot         | Eddy Merckx            | Walter Godefroot      | Joop Zoetemelk      | Peugeot                |
| 10                   | Bernard Thévenet         | Joop Zoetemelk         | Cyrille Guimard       | Joop Zoetemelk      | Peugeot                |
| 11                   | Luis Ocaña               | Luis Ocaña             | Cyrille Guimard       | Joop Zoetemelk      | Bic                    |
| 12                   | Luciano Armani           | Luis Ocaña             | Cyrille Guimard       | Joop Zoetemelk      | Bic                    |
| 13                   | Eddy Merckx              | Luis Ocaña             | Cyrille Guimard       | Joop Zoetemelk      | Bic                    |
| 14                   | José Manuel Fuente       | Eddy Merckx            | Cyrille Guimard       | Lucien Van Impe     | Bic                    |
| 15                   | José Manuel Fuente       | Eddy Merckx            | Eddy Merckx           | Lucien Van Impe     | Bic                    |
| 16a                  | Bernard Labourdette      | Eddy Merckx            | Eddy Merckx           | Lucien Van Impe     | Bic                    |
| 16b                  | Herman Van Springel      | Eddy Merckx            | Eddy Merckx           | Lucien Van Impe     | Bic                    |
| 17                   | Eddy Merckx              | Eddy Merckx            | Eddy Merckx           | Lucien Van Impe     | Bic                    |
| 18                   | Jean-Pierre Danguillaume | Eddy Merckx            | Eddy Merckx           | Lucien Van Impe     | Bic                    |
| 19                   | Jan Krekels              | Eddy Merckx            | Eddy Merckx           | Lucien Van Impe     | Bic                    |
| 20                   | Eddy Merckx              | Eddy Merckx            | Eddy Merckx           | Lucien Van Impe     | Bic                    |
| Klasyfikacja końcowa | Klasyfikacja końcowa     | Eddy Merckx            | Eddy Merckx           | Lucien Van Impe     | Bic                    |

## Klasyfikacje końcowe

### Klasyfikacja generalna
| Pozycja | Zawodnik             | Drużyna  | Czas         |
| ------- | -------------------- | -------- | ------------ |
| 1.      | Eddy Merckx          | Molteni  | 96 h 45' 14" |
| 2.      | Joop Zoetemelk       | Flandria | +9' 51"      |
| 3.      | Lucien Van Impe      | Sonolor  | +11' 06"     |
| 4.      | Bernard Thévenet     | Peugeot  | +14' 50"     |
| 5.      | Joaquim Agostinho    | Hoover   | +21' 00"     |
| 6.      | Leif Mortensen       | Bic      | +21' 38"     |
| 7.      | Cyrille Guimard      | Fagor    | +22' 58"     |
| 8.      | Bernard Labourdette  | Bic      | +30' 07"     |
| 9.      | Lucien Aimar         | Sonolor  | +32' 45"     |
| 10.     | Vicente López Carril | KAS      | +36' 00"     |

### Klasyfikacja punktowa
| Pozycja | Zawodnik         | Drużyna  | Punkty |
| ------- | ---------------- | -------- | ------ |
| 1.      | Eddy Merckx      | Molteni  | 202    |
| 2.      | Cyrille Guimard  | Fagor    | 186    |
| 3.      | Gerben Karstens  | Goudsmit | 107    |
| 4.      | Marinus Wagtmans | Molteni  | 97     |
| 5.      | Joop Zoetemelk   | Flandria | 93     |

### Klasyfikacja górska
| Pozycja | Zawodnik           | Drużyna  | Punkty |
| ------- | ------------------ | -------- | ------ |
| 1.      | Lucien Van Impe    | Sonolor  | 228    |
| 2.      | Joop Zoetemelk     | Flandria | 180    |
| 3.      | Eddy Merckx        | Molteni  | 137    |
| 4.      | José Manuel Fuente | KAS      | 89     |
| 5.      | Cyrille Guimard    | Fagor    | 74     |

### Klasyfikacja kombinowana
| Pozycja | Zawodnik          | Drużyna   | Punkty |
| ------- | ----------------- | --------- | ------ |
| 1.      | Eddy Merckx       | FAEMA     | 5      |
| 2.      | Joop Zoetemelk    | Molteni   | 9      |
| 3.      | Lucien Van Impe   | Willem II | 13     |
| 4.      | Cyrille Guimard   | Sonolor   | 14     |
| 5.      | Joaquim Agostinho | Flandria  | 21     |

### Klasyfikacja sprinterska
| Pozycja | Zawodnik            | Drużyna  | Punkty |
| ------- | ------------------- | -------- | ------ |
| 1.      | Pieter Nassen       | Flandria | 52     |
| 2.      | Jos van der Vleuten | Goudsmit | 35     |
| 3.      | Eddy Merckx         | Molteni  | 34     |
| 4.      | Barry Hoban         | Sonolor  | 26     |
| 5.      | Robert Mintkiewicz  | Sonolor  | 21     |

### Klasyfikacja drużynowa
| Pozycja | Drużyna  | Czas         |
| ------- | -------- | ------------ |
| 1.      | Bic      | 96 h 45' 14" |
| 2.      | Molteni  | +9' 51"      |
| 3.      | Peugeot  | +11' 06"     |
| 4.      | Sonolor  | +14' 50"     |
| 5.      | Ferretti | +21' 00"     |